# Casa da moeda

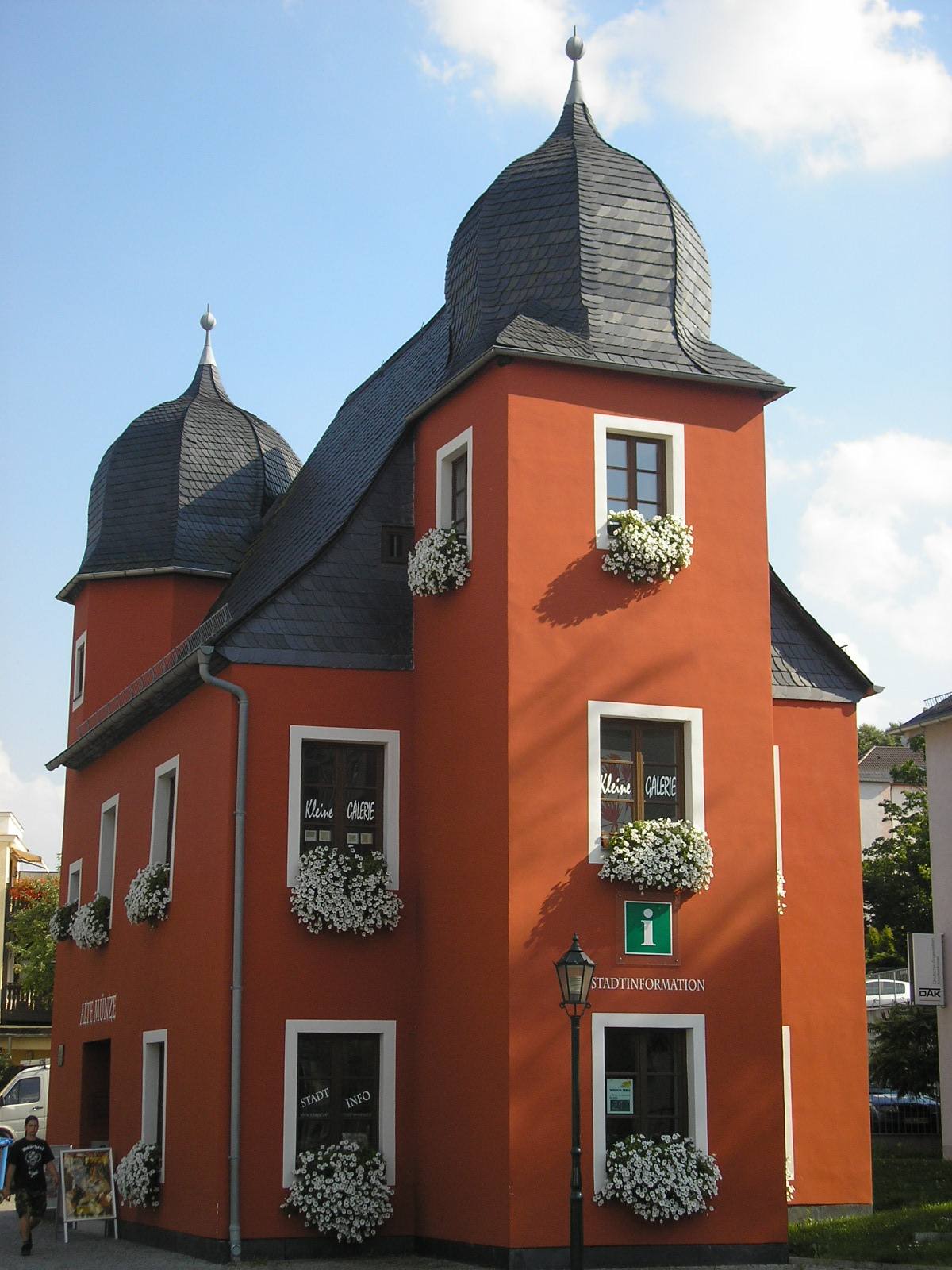
O edifício da antiga casa da moeda em Schleiz, Turíngia.

Casa da moeda é o local onde são produzidas as cédulas e moedas de cada país. Normalmente cada país possui a sua própria casa da moeda. 

## Reaproveitamento das moedas velhas
As moedas que não têm mais valor são fundidas pelas casas da moeda e utilizadas na confecção de novas moedas. 

## Casas da moeda

### Brasil
A Casa da Moeda do Brasil foi fundada em 8 de março de 1694 pelos administradores coloniais portugueses na cidade de Salvador para a fabricação de moedas de ouro proveniente das minerações. O primeiro cunhador foi José Berlinque, nomeado em 6 de maio do mesmo ano e logo substituído por Domingos Ferreira de Azambuja, ourives natural da Bahia. Em 1699 a Casa da Moeda foi transferida para o Rio de Janeiro, ano em que foram cunhadas as primeiras moedas no solo daquela capitania. Em 1700, houve a transferência da Casa da Moeda para Pernambuco, capitania que voltaria a fabricar moedas metálicas cinquenta e cinco anos após a confecção das primeiras moedas brasileiras, cunhadas durante o Brasil Holandês. No ano de 1702 a Casa da Moeda foi transferida novamente (e em definitivo) para o Rio de Janeiro.